# Kapla
Kapla är en byggleksak i form av identiska rektangulära träklossar med proportionerna 1, 3 och 15, (7,8  × 23,4 × 117 mm på de olika sidorna). 1:3:15-proportionerna, som Kapla själv benämner det förklarar de som: ”tre tjocklekar för en bredd och fem bredder för en längd”. Kapla utvecklades i mitten av 1987 av Tom van der Bruggen från Nederländerna. Namnet KAPLA kommer från det nederländska uttrycket för "små tomte-brädor", Kabouter Plankjes.